# دیلان باکوا
دیلان باکوا (انگلیسی: Dilane Bakwa؛ زادهٔ ۲۶ اوت ۲۰۰۲) بازیکن فوتبال اهل فرانسه است.
وی همچنین در تیم‌های ملی فوتبال France national under-16 football team و زیر ۱۷ سال فرانسه بازی کرده‌است.